# Сьєтеіглесіас-де-Тормес
Сьєтеіглесіас-де-Тормес (ісп. Sieteiglesias de Tormes) — муніципалітет в Іспанії, у складі автономної спільноти Кастилія-і-Леон, у провінції Саламанка. Населення — 183 особи (2010).
Муніципалітет розташований на відстані близько 160 км на захід від Мадрида, 26 км на південь від Саламанки.
На території муніципалітету розташовані такі населені пункти: (дані про населення за 2010 рік)
- Педро-Мартін: 17 осіб
- Сьєтеіглесіас-де-Тормес: 166 осіб

## Демографія
Динаміка населення (INE ):

## Зовнішні посилання
- Провінційна рада Саламанки: індекс муніципалітетів
- Сьєтеіглесіас-де-Тормес
- Посилання на Google Maps